# Las Plumas
Las Plumas (Dol y Plu en gallois) est une petite ville de la province de Chubut, en Argentine, et le chef-lieu du département de Mártires.

## Situation
La localité est située sur la rive gauche de l'abondant río Chubut. 

Grâce à la route nationale 25, elle communique avec les villes de Trelew (sur l'Atlantique), et d'Esquel (au pied de la Cordillère des Andes).

## Population
La ville comptait 605 habitants en 2001, soit 77,4 % de plus que les 341 personnes recensées en 1991.